# Stabshauptmann
Der Stabshauptmann ist seit 1993 ein militärischer Dienstgrad der Bundeswehr und war dies bis Mitte des 18. Jahrhunderts in früheren deutschen Heeren.

## Bundeswehr
Der Dienstgrad Stabshauptmann wird durch den Bundespräsidenten mit der Anordnung des Bundespräsidenten über die Dienstgradbezeichnungen und die Uniform der Soldaten auf Grundlage des Soldatengesetzes festgesetzt.

### Befehlsbefugnis und Dienststellungen
In der Bundeswehr ist der Stabshauptmann ein Offiziersdienstgrad, der gemäß der Zentralen Dienstvorschrift (ZDv) A-1420/24 „Dienstgrade und Dienstgradgruppen“ zur Dienstgradgruppe der Hauptleute zählt. Aufgrund der Zugehörigkeit zur Dienstgradgruppe der Hauptleute können Soldaten im Dienstgrad Stabshauptmann auf Grundlage des § 4 („Vorgesetztenverhältnis auf Grund des Dienstgrades“) der Vorgesetztenverordnung innerhalb der dort gesetzten Grenzen Soldaten der Dienstgradgruppen Mannschaften, Unteroffizieren ohne und mit Portepee und Leutnanten Befehle erteilen.
Stabshauptleute werden in der Truppe nur selten als militärische Führer (Kompaniechef, Zugführer usw.) eingesetzt. Häufiger führen sie auf herausgehobenen Dienstposten in Dienststellen wie (höheren) Kommandobehörden, im Ministerium, in Ämtern oder in Wehrtechnischen Dienststellen meist Fachabteilungen oder Fachunterabteilungen, die sich mit Fachfragen der Rüstungs-, Logistik- und Personalplanung, der Materialerprobung, der Materialerhaltung, des Flugbetriebes oder der Flugsicherung befassen. Aufgrund dieser und ähnlicher Dienststellungen können Soldaten im Dienstgrad Stabshauptmann in den in der Vorgesetztenverordnung aufgezählten Fällen allen dienstlich oder fachlich unterstellten Soldaten Befehle erteilen. Kompaniechefs sind als Einheitsführer Disziplinarvorgesetzter der ihnen truppendienstlich unterstellten Soldaten gemäß Wehrdisziplinarordnung.

### Ernennung, Besoldung und Altersgrenze
Maßgebliche gesetzliche Grundlagen für die Ernennung zum Stabshauptmann trifft die Soldatenlaufbahnverordnung (SLV) und ergänzend die Zentrale Dienstvorschrift (ZDv) 20/7. Der Dienstgrad ist in der Bundeswehr relativ selten. Zum Dienstgrad Stabshauptmann können Berufssoldaten und beorderte Reservisten ernannt werden. Voraussetzung ist die Zugehörigkeit zu den beiden Laufbahnen der Offiziere oder Reserveoffiziere des militärfachlichen Dienstes. Der Dienstgrad kann frühestens 14½ Jahre nach Ernennung zum Leutnant und 5½ Jahre nach Ernennung zum Hauptmann erreicht werden.
Ein Stabshauptmann wird nach der Bundesbesoldungsordnung (BBesO) mit A 13 oder A 13 Z besoldet.
Als besondere Altersgrenze für Soldaten im Dienstgrad Stabshauptmann wurde die Vollendung des 59. Lebensjahres festgesetzt.

### Geschichte
Am 23. März 1993 wurde durch eine Anordnung zur Änderung der Anordnung des Bundespräsidenten über die Dienstgradbezeichnungen und die Uniform der Soldaten der Dienstgrad Stabshauptmann für Offiziere des militärfachlichen Dienstes neu geschaffen.

### Dienstgradabzeichen
Das Dienstgradabzeichen für Stabshauptleute zeigt vier Sterne als Schulterabzeichen.

### Äquivalente, nach- und übergeordnete Dienstgrade
Den Dienstgrad Stabshauptmann führen nur Heeres- und Luftwaffenuniformträger. Marineuniformträger derselben Rangstufe führen den Dienstgrad Stabskapitänleutnant. In den Streitkräften der NATO ist der Stabshauptmann zu allen Dienstgraden mit dem NATO-Rangcode OF-2 äquivalent.
Der Stabshauptmann ist gemäß ZDv 20/7, ZDv 14/5 und Soldatenlaufbahnverordnung eine Rangstufe über dem rangniedrigeren Hauptmann bzw. Kapitänleutnant eingeordnet (erste Dienstgradbezeichnung jeweils für Heeres- und Luftwaffenuniformträger; zweite Dienstgradbezeichnung für Marineuniformträger). Gemäß Soldatenlaufbahnverordnung ist der Stabshauptmann der Spitzendienstgrad in den beiden Laufbahnen für Offiziere des militärfachlichen Dienstes. Daher gibt es im Sinne der Soldatenlaufbahnverordnung keinen ranghöheren Dienstgrad in dieser Laufbahn. Im Sinne der Anordnung des Bundespräsidenten und der ZDv 14/5 sind Stabshauptleute aber eine Rangstufe unter dem ranghöheren Major bzw. Korvettenkapitän eingeordnet (erste Dienstgradbezeichnung jeweils für Heeres- und Luftwaffenuniformträger; zweite Dienstgradbezeichnung für Marineuniformträger). Die zum Hauptmann ranggleichen Sanitätsoffizierdienstgrade sind die nach Approbationsrichtung unterschiedlich lautenden Dienstgrade Stabsarzt, Stabsapotheker und Stabsveterinär. Ranggleich zum Major sind für Sanitätsoffiziere die Dienstgrade Oberstabsarzt, Oberstabsapotheker und Oberstabsveterinär.
| Offizierdienstgrad |                                     |                                                                            |
| Niedrigerer Dienstgrad |                                     | Höherer Dienstgrad                                                         |
| Hauptmann Kapitänleutnant Stabsarzt Stabsapotheker Stabsveterinär                                                               | Stabshauptmann Stabskapitänleutnant | Major Korvettenkapitän Oberstabsarzt Oberstabsapotheker Oberstabsveterinär |
| Dienstgradgruppe: Mannschaften – Unteroffiziere o.P. – Unteroffiziere m.P. – Leutnante – Hauptleute – Stabsoffiziere – Generale |                                     |                                                                            |

## Territorialheere des 18. Jahrhunderts

Primo capitano

Bis zu Beginn des 19. Jahrhunderts war in diversen Heeren der deutschen Territorialstaaten der Stabshauptmann bzw. Stabs-Capitän (auch: Capitaine-Lieutenant) – bei der Kavallerie Stabsrittmeister – ein Dienstgrad zwischen Oberleutnant und Hauptmann bzw. Kapitän. Auch in Schweden sowie im russischen Heer (bis zum Ende des Zarenreichs 1917) wurde der Dienstgrad Stabskapitän verwendet.
Den Dienstgrad erhielten in der Regel ältere, aber mittellose Leutnante, die sich in Zeiten der Kompaniewirtschaft keine eigene Kompanie leisten konnten und denen damit ein weiterer militärischer Aufstieg meist versperrt blieb. Sie konnten dann stellvertretend die Führung jener Kompanien erhalten, deren Inhaber sich als Stabsoffiziere des Regiments (Major, Oberstleutnant, Oberst) „höheren“ Aufgaben zu widmen hatten.
In der Preußischen Armee entfiel der Dienstgrad Stabskapitän im März 1815 und wurde im Juni 1815 durch die Bezeichnung Hauptmann 2. Klasse ersetzt.

## Andere Streitkräfte
Auch in anderen Streitkräften gibt es herausgehobene Hauptmannsränge, zum Beispiel in Italien den Primo capitano.